# لجنة المساءلة المالية الحكومية (إندونيسيا)
لجنة المساءلة المالية الحكومية (بالإندونيسية: Badan Akuntabilitas Keuangan Negara) هي هيئة سمعية للسلطة التشريعية في النظام السياسي في إندونيسيا، وقد تم إنشاؤها بموجب الفقرة 6 من القانون الإندونيسي رقم 27 لعام 2009 الصادر في 29 أغسطس 2009.

## مهام اللجنة
- إجراء فحص لنتائج التدقيق في اللجنة التي أحيلت إلى مجلس ممثلي الشعوب الإندونيسية.
- إحالة نتائج فحصها بموجب رسالة أ إلى اللجان.
- متابعة نتائج مناقشات اللجنة بشأن نتائج نتائج التدقيق بناءً على طلب اللجان.
- تقديم مدخلات إلى اللجنة في مسائل خطة عمل التدقيق السنوية ومعوقات المراجعة بالإضافة إلى تقديم التقارير وجودتها (الفقرة 113).
- عند القيام بالمهمة بموجب الرسالة ج، يمكن لللجنة طلب إيضاحات من الحكومة والحكومة الإقليمية ومؤسسات الدولة الأخرى وبنك إندونيسيا ومؤسسات الدولة وهيئات الخدمة العامة والمؤسسات الإقليمية والمؤسسات والهيئات الأخرى التي تدير الشؤون المالية للدولة (المادة 113).
- يمكن لللجنة أن توصي اللجان بأن تقوم اللجنة بإجراء عمليات تدقيق للمتابعة (الفقرة 113).
- تحال نتائج العمل بموجب أوباء وجيم إلى قيادة المجلس التشريعي في جلسة عامة بشكل دوري (البند 113).
- في تنفيذ مهامها، يمكن مساعدة اللجنة من قبل المحاسبين والخبراء والمحللين الماليين أو الباحثين (الفقرة 114).
- تقوم اللجنة بإعداد مشروع ميزانية لتنفيذ مهامها وفقًا لاحتياجاتها والتي يتم إرسالها بعد ذلك إلى مجلس شؤون الأسرة (الفقرة 115). يتم تنظيم متطلبات إضافية حول طريقة تكوين اللجنة وتكوينها ومهامها وسلطتها وآليات عملها من خلال لوائح المجلس التشريعي حسب الطلب.